# کارئه کانو
کارئه کانو (به انگلیسی: Kare Kano) مجموعه مانگا ژاپنی نوشته و تصویرگری ماسامی تسودا است که از سال ۱۹۹۵ تا ۲۰۰۵ منتشر شد و در ۲۱ جلد تانکوبون گردآوری شده است. داستان دربارهٔ روابط عاشقانه بین یوکینو میازاوا و رقیب کلاسی او سوئیچیرو آریما و روابط چند تن از دوستان آنها است. مجموعه تلویزیونی انیمه اقتباسی ساخته استودیوهای گایناکس و جی.سی.استاف در ۲۶ قسمت از اکتبر ۱۹۹۸ تا مارس ۱۹۹۹ در ژاپن از شبکه تی‌وی توکیو پخش شد.